# 諾瓦拉車站
諾瓦拉車站（義大利語：Stazione di Novara）是義大利西北部皮埃蒙特大區諾瓦拉的主要鐵路車站。

## 历史
啟用於1854年7月3日；諾瓦拉車站是從米蘭到都靈鐵路線上重要的交通樞紐。
該車站每年約有940萬人次利用，主要是通往米蘭的通勤交通。

## 外部連結
维基共享资源上的相關多媒體資源：諾瓦拉車站